# Science City Jena
O Baskets Jena GmbH, conhecido também como Science City Jena, é um clube profissional de basquetebol alemão que atualmente disputa a ProA (segunda divisão). Sua sede está na cidade de Jena, Turíngia e sua arena é a Sparkassen Arena com 3.000 lugares.

## Temporada por Temporada
| Temporada | Nivel | Liga       | Pos.     | Competições Europeias |
| --------- | ----- | ---------- | -------- | --------------------- |
| 2013-14   | 2     | ProA       | 5º       |                       |
| 2014-15   | 2     | ProA       | 5º       |                       |
| 2015–16   | 2     | ProA       | 1º       |                       |
| 2016–17   | 1     | Bundesliga | 13º      |                       |
| 2017-18   | 1     | Bundesliga | 13       |                       |
| 2018-19   | 1     | Bundesliga | 18º      | Rebaixado             |
| 2019-20   | 2     | ProA       | COVID 19 | COVID 19              |
| 2020-21   | 2     | ProA       | 4        | Quartas de finais     |
| 2021-22   | 2     | ProA       | 3        | Semifinais            |
| 2022-23   | 2     | ProA       | 15       |                       |
| 2023-24   | 2     | ProA       | 5        | Quartas de finais     |
| 2024-25   | 2     | ProA       | 1        | Promovidofinalista    |
| 2025-26   | 1     | BBL        |          |                       |